# Памятник С. М. Кирову (Ижевск)
Памятник С. М. Кирову в Ижевске расположен в начале главной аллеи Парка культуры им. С. М. Кирова. Является памятником истории и культуры Удмуртской республики.
Памятник был создан и установлен в 1975 году (по другим данным — в 1974 году). Скульпторы: М. А. Николаев и Г. С. Пономарёв. В этом же году монумент был отнесён к памятникам истории и культуры. Памятник занимает площадь 3,2 м².
Искусствоведы отмечают чрезмерно узкий и высокий постамент, придающий скульптуре общую непропорциональность.
В 2017 году выяснилось, что памятник не стоит на балансе ни в одном госучреждении. Было принято решение о постановке памятника на баланс администрации Ижевска.